# 单穆公
单穆公（？—？），春秋时期单国国君，姬姓，单氏，名旗，伯爵。
鲁昭公二十二年（前520年）夏四月乙丑，周景王驾崩，戊辰，刘子刘献公挚卒，无嫡子，单子单穆公立刘献公庶子伯蚠为刘文公。刘文公、单穆公和景王宠臣宾起（宾孟）不和，宾起支持景王之子王子朝。景王死后，刘文公、单穆公在五月庚辰日杀宾起。立景王长子猛为周悼王。毛伯得、尹文公、召莊公支持王子朝，驱逐周悼王、刘文公、单穆公，立王子朝为王。周悼王在十一月乙酉去世，已丑，其弟周敬王即位。
之后，刘文公、单穆公支持的周敬王和毛伯得、尹文公、召莊公、召简公支持的王子朝，在王畿附近，作战了三年，鲁昭公二十六年（前516年）冬，在晋国智文子跞、赵简子鞅的支持下，周敬王一方胜利，十一月，王子朝、毛伯得、尹文公逃到楚国。王子朝谴责刘文公、单穆公废长立幼。十二月，周敬王入王城。
| 前任： 单成公 | 单国国君 前531年—前503年以前 | 繼任： 单武公 |